# Андринуа, Хенар
Хена́р Андрину́а Кортабарри́я (исп. Genar Andrinúa Cortabarría; род. 9 мая 1964, Бильбао) — испанский футболист, выступал на позиции защитника. Известен по выступлениям за клуб «Атлетик Бильбао». Имеет на своём счёту 28 матчей в составе национальной сборной.

## Карьера

### Клубная
Практически всю свою карьеру Андринуа не покидал родного Бильбао. Он учился в академии «Атлетика», выступал за вторую команду, а в 1983 году дебютировал и в основной. В первых двух сезонах Хенар появился на поле 2 раза — по одной игре в каждом из них, причём чемпионат 1983/84 стал для «Атлетико» победным. В 1985 году молодого защитника отдали в аренду «Вальядолиду», где тот сыграл 34 матча, во всех выходя в основе.
Вернувшись в «Атлетик», Андринуа стал игроком основы, и его роль в команде с каждым годом возрастала. После ухода из клуба капитана Андони Гойкоэчеа его место занял Хенар. Этот пост и место в основе Андринуа сохранял до сезона 1995/96, который защитник провёл довольно слабо и сыграл только в 16 матчах. Следующий сезон стал ещё хуже — 8 матчей, из которых лишь 2 в основе. После этого в 1997 году Андринуа принял решение завершить карьеру. На его счету 13 сезонов и 304 матча в Примере за «Атлетик».

### Международная
В 1986 году Андринуа стал чемпионом Европы в составе молодёжной сборной Испании. В следующем году, 8 февраля 1987, он дебютировал и в основной сборной, заменив Хосе Антонио Камачо в матче со сборной Англии (2:4). Вместе с «красной фурией» Андринуа участвовал в двух крупных международных турнирах — чемпионате Европы 1988 и чемпионате мира 1990 года. Всего в активе Хенара 28 матчей и 2 забитых мяча за сборную.
Андринуа, баск по национальности, провёл три матча за непризнанную ФИФА сборную Страны Басков.

## Достижения
«Атлетик Бильбао»
- Чемпион Испании: 1984
- Обладатель Кубка Испании: 1984

Молодёжная сборная Испании
- Чемпион Европы: 1986